# Beograd
Beograd (sr. ćir. Београд) je glavni i najveći grad Republike Srbije te njeno političko, kulturno, znanstveno i gospodarsko središte. Nalazi se na ušću Save u Dunav, na mjestu razgraničenja jugoistočne i srednje Europe. Jedan je od najstarijih bizantskih gradova. Prema službenom popisu stanovništva iz 2022. godine grad ima 1.197.714 stanovnika, dok u široj okolici živi 1.685.563 stanovnika.
Prva naselja na području današnjeg Beograda datiraju iz prapovijesne Vinče, oko 4800 godina pr. Krista. Sam Beograd osnovali su Kelti, u 3. stoljeću prije pr. Krista. Kasnije je postao rimsko naselje Singidunum. Prvi put je postao srpska prijestolnica 1403. godine.  Prijestolnicom moderne Srbije postao je 1841., iako su utvrđeni dio grada Turci napustili tek 1867., a turska zastava skinuta 1878. Tijekom 20. stoljeća bio je prijestolnica nekoliko različitih južnoslavenskih država. Danas je Beograd po broju stanovnika četvrti grad u jugoistočnoj Europi, nakon Istanbula, Atene i Bukurešta.
Stari hrvatski izvori ga zovu Biograd na Dunavu. Isto su ga ranije tako zvali i Srbi ijekavci.

## Povijest

### Prapovijest
Godine 1938., tijekom izgradnje palače Albanija u središtu grada pronađen je kostur neandertalca koji je poginuo u borbi s mamutom, čiji su ostaci također nađeni u blizini. Što govori o naseljenosti prostora današnjeg Beograda još u prapovijesno doba.  Osim toga, pronađene su i lubanje neandertalaca u kamenolomu kod Leštana, u špilji na Čukarici i u blizini Bajlonijeve pijace. Ostaci kulture mlađeg kamenog doba, pronađeni su u Vinči, Žarkovu i na Gornjem gradu, iznad ušća Save u Dunav što ukazuje na neprekidnu naseljenosti, ali i njezinu sve slabiju intenzivnost. Mnoga današnja naselja beogradske okoline leže na kulturnim slojevima ranijih pretpovijesnih naseobina. Vinča kultura stara je oko 7000 godina te pripada redu najznačajnijih naseobina i kulturnih nalazišta pretpovijesnog razdoblja. Arheološke iskopine na Rospi ćupriji, Gornjem gradu, Karaburmi, Zemunu i Vinči potvrđuju pretpostavke da je područje Beograda bilo intenzivno naseljeno i da se njegovo stanovništvo bavilo plužnom zemljoradnjom i drugim pratećim gospodarskim djelatnostima.

### Stari vijek
Naseljen Keltima već od 3. stoljeću pr. Kr., prostor današnjeg Beograda ubrzo prelazi u ruke Rimljana i postaje naseobina pod imenom Singidunum. Za vladavine cara Dioklecijana i tijekom progona kršćana u Singidunumu se spominju i prvi kršćanski mučenici, primjerice Ermil i Stratonik. Podjelom Rimskog Carstva na Istočno i Zapadno grad ostaje pod upravom Bizanta.

### Srednji vijek
Singidunum su kasnije osvajali mnogi osvajači, poput Huna, Sarmata, Ostrogota i Avara. Slaveni se na spomenute prostore doseljavaju oko 630. godine. Prvi zapisi o slavenskom imenu Beograd datiraju iz 878. godine. Slavenski oblik imena grada bio je Bjelgrad. Godine 1284. grad prvi put dolazi pod vlast Srba. Godine 1405. Stefan Lazarević proglasio je Beograd svojom prijestolnicom. U narednom vremenskom razdoblju Beograd je doživio velik uspon. Ponovno su utvrđene stare zidine grada, a obnovljene su i crkve i tvrđave. Tijekom ovog razdoblja grad je postao utočište mnogim balkanskim narodima koji su bježali pred nasrtajima Osmanlija. Vjeruje se kako je broj stanovnika tada dostizao brojku između 40.000 i 50.000.

### Osmanlijsko Carstvo
Vojska pod vodstvom Sulejmana Veličanstvenog osvojila je Beograd 28. kolovoza 1521. godine. Nakon toga Osmanlije naseljavaju srušen i spaljen grad, postupno ga pretvarajući u kitnjasti orijentalni grad, čija je panorama izdaleka oduševljavala mnoge europske putnike toga doba. Grad je 1594. godine zahvatila velika srpska pobuna (Banatska pobuna), ali je ugušena. U desetljećima koja su slijedila grad je bio miran, a bio je i važno sjedište okruga (Smederevskog sandžaka, poznatog i kao Beogradski pašaluk), povezan s Istanbulom Carigradskom cestom. Privukao je mnoge trgovce i nove stanovnike: Turke, Židove, Grke, Rome i ostale. Prema osmanlijskom putopiscu Evliji Čelebiji, koji je boravio u Beogradu 1660. godine, Beograd je tada imao oko 98.000 stanovnika, od kojih 77.000 su bili Muslimani.
Tijekom narednih godina grad je više puta prelazio u ruke Habsburške Monarhije i Osmanskog Carstva. Habsburška Monarhija ga je osvajala tri puta: 1688., 1717. i 1789. godine, ali su ga Osmanlije ponovo zauzimale i to uz velika razaranja. Tijekom Prvog srpskog ustanka Beograd je 1806. godine ponovno oslobođen od turske vlasti. Ustanici su vladali njime narednih sedam godina, do 1813., kada na vlast ponovno dolaze Osmanlije.

### Kraljevina Srbija
Od 1817. godine grad je bio je prijestolnica Kneževine Srbije s prekidom tijekom razdoblja od 1818. do 1841., kada je Kragujevac bio glavni grad. Prijestolnicu iz Kragujevca u Beograd preselio je knez Mihailo Obrenović. Kad je Srbija 1878. godine stekla potpunu nezavisnost te postala Kraljevina Srbija, Beograd je opet postao ključni grad na Balkanu koji se vrlo brzo razvijao. Međutim, usprkos izgradnji željezničke pruge do Niša, ukupni uvjeti za razvoj gospodarstva i porast kvalitete života u Srbiji bili su loši, a grad je 1900. imao samo 69.100 stanovnika. Ipak, godine 1905. broj stanovnika se povećava na preko 80.000, a na početku Prvog svjetskog rata i do 100.000, ne ubrajajući pritom Zemun koji je tada pripadao Austrougarskoj.

### 20. stoljeće
Tijekom 20. stoljeća nastavlja se burna povijest grada, koju obilježavaju Prvi svjetski rat, Drugi svjetski rat te raspad SFRJ početkom 90-ih godina.
Nakon Prvog svjetskog rata i okupacije od strane Austrougarske i njemačkih trupa, Beograd je doživio brz razvoj i značajnu modernizaciju kao glavni grad nove Kraljevine Jugoslavije, koja je osnovana 1918. godine. Tijekom dvadesetih i tridesetih godina broj stanovnika povećao se na 239.000 (sada uključujući i novo pripojeni Zemun). Rast stanovništva se nastavlja te je do 1940. broj stanovnika iznosio oko 320.000.
Godine 1941. Kraljevina Jugoslavija potpisala je Trojni pakt i pridružila se Silama osovine. Povodom toga dana 27. ožujka iste godine uslijedio je masovni prosvjed i državni udar. Dana 6. i 7. travnja grad je teško bombardirao njemački Luftwaffe te usmrtio 2274 ljudi. U bombardiranju je izgorjela i Narodna biblioteka Srbije, gdje su bile pohranjene mnoge knjige i srednjovjekovni rukopisi. Nakon kapitulacije Kraljevine Jugoslavije, srijemska predgrađa Beograda poput Zemuna ušla su u sastav Nezavisne Države Hrvatske. U Beogradu i središnjoj Srbiji nacisti su podržali osnivanje vlade Milana Nedića. Beogradski Židovi, Romi, komunisti, i drugi antifašisti odvedeni su u logore Sajmište i Banjica, kroz koje je tijekom rata prošlo oko 125.000 ljudi. Dana 16. i 17. travnja 1944. grad su bombardirali i Saveznici, pri čemu je poginulo oko 1600 stanovnika. Borbe za oslobođenje grada od Sila osovine započele su 13. i 14. listopada, a grad je konačno oslobođen 20. listopada 1944. Zajedničkim snagama oslobodili su ga jugoslavenski partizani i Crvena armija. Tijekom cijelog rata Beograd je ukupno izgubio oko 50.000 stanovnika i pretrpio teška razaranja.
Nakon Drugog svjetskog rata grad postaje glavim gradom socijalističke Jugoslavije te se razvija u značajno industrijsko, političko, obrazovno, prometno i kulturno središte cijele tadašnje države. Godine 1951. vlasti započinju s izgradnjom Novog Beograda s lijeve obale rijeke Save. Deset godina kasnije Beograd je bio domaćin Prve konferencije nesvrstanih država. Godine 1980. umire dugogodišnji jugoslavenski predsjednik Josip Broz Tito. Pokop i svečanosti odvijaju se u Beogradu, a nazočno je oko 700.000 građana.
Nakon 1991. i raspada SFRJ Beograd postaje sinonim za česte prosvjede, ulične nerede i opće nezadovoljstvo i nestabilnost. Bilježi se više velikih prosvjeda protiv politike Slobodana Miloševića, na ulice čak izlaze i tenkovi, a bilježe se i smrtno stradale osobe. NATO-ovo bombardiranje SRJ 1999. godine uzrokovalo je značajnu štetu gradskoj infrastrukturi. Među pogođenim zgradama bilo je i nekoliko ministarstava, zgrada RTS-a u kojoj je poginulo 16 zaposlenih, nekoliko bolnica, hotel Jugoslavija, nekadašnja zgrada Centralnog komiteta, televizijski toranj Avala, kao i kineska ambasada u Novom Beogradu. Padom Miloševićeva režima početkom novog milenija vraća se optimizam u gradski život.

## Zemljopis
Beograd predstavlja svojevrsno raskrižje putova između Zapadne Europe i Orijenta.  Smješten je u sjevernom dijelu Središnje Srbije, na ušću Save u Dunav te okružen Vojvodinom s tri strane. Središte grada nalazi se na desnoj obali Dunava i desnoj obali Save. Na lijevoj obali Dunava počinje Banatska ravnica na kojoj se nalaze Borča i Krnjača, slabije naseljena sjeverna predgrađa. Između desne obale Dunava i lijeve obale Save nalaze se Novi Beograd, Zemun i Surčin, gdje prolazi bivša granica Habsburške monarhije i Osmanskog carstva. Rijeke Dunav i Sava imaju nekoliko ada, riječnih otoka. Najpoznatije su Veliki ratni otok (na samom ušću) te Ada Ciganlija na Savi. Urbana površina grada iznosi 359,96 četvornih kilometara, dok šire gradsko područje obuhvaća prostor od 3.222,68 četvornih kilometara.

### Klima
Klima je umjerena kontinentalna. Prosječna godišnja temperatura zraka iznosi 12,3 °C. Najtopliji mjesec je srpanj s prosječnom temperaturom od 21,8 °C, dok je najhladniji siječanj s prosjekom od 0,6 °C. Beograd godišnje u prosjeku ima oko 25 dana s temperaturom većom od 30 °C. Prosječna godišnja količina padalina iznosi oko 680 milimetara po četvornom metru. Broj sunčanih sati godišnje iznosi oko 2025. Najsunčaniji mjeseci su srpanj i kolovoz, a najmračniji prosinac i siječanj, s tek 2 do 3 sunčana sata dnevno. Za zimu je karakteristična košava, vrlo hladan vjetar koji dodatno spušta temperature zraka.

### Reljef
Središte grada nalazi se na uzvišenom i relativno brdovitom terenu. Najviša točka grada je brdo Torlak s 303 metra nadmorske visine. Južno od gradskih granica nalaze se planine Avala (511 m) i Kosmaj (628 m). Područja Novog Beograda, Zemuna, Batajnice, Surčina, Borče i Krnjače reljefno su niža te uglavnom ravna zbog djelovanja vode tijekom prošlosti.

## Imena
Stariji hrvatski naziv za Beograd je Biograd. Isto su ga zvali i Srbi ijekavci u Hrvatskoj, Bosni i Hercegovni i Crnoj Gori. Od osamostaljenja Republike Hrvatske, u pojedinim hrvatskim glasilima se može naići i na oblik "Biograd na Dunavu" (pored promicanja hrvatskog naziva, dodatak "na Dunavu" stoga što u hrvatskom nazivlju postoje tri veća Biograda: Biograd na moru, Stolni Biograd (Székesfehérvár) i Biograd na Dunavu (Beograd).
| Ime                       | Objašnjenje                                                                  |
| ------------------------- | ---------------------------------------------------------------------------- |
| Singidun                  | ovo ime mu je dalo keltsko pleme Skordiska; 279. g. pr. Krista               |
| Singidunum                | Romanizirano keltsko ime                                                     |
| Bjelgrad                  | Slavensko ime; prvo javljanje 878. u pismu pape Ivana VIII. Borisu Bugarskom |
| Alba Graeca               | latinski prijevod                                                            |
| Fejervar                  | mađarsko ime                                                                 |
| Griechische Weissenburg   | srednjovjekovno njemačko ime                                                 |
| Castelbiancho             | talijansko ime                                                               |
| Nandoralba                | srednjovjekovno mađarsko ime                                                 |
| Nandorfejervar            | srednjovjekovno mađarsko ime                                                 |
| Landorfejervar            | srednjovjekovno mađarsko ime                                                 |
| Veligradon                | bizantsko ime                                                                |
| Veligrada                 | tursko ime                                                                   |
| Dar Ul Džihad (Kuća rata) | 2. tursko ime                                                                |
| Belogrados poleos         | grčko ime                                                                    |

## Administrativna podjela
Grad Beograd ima status posebne teritorijalne jedinice u Srbiji sa svojom lokalnom samoupravom. Podijeljen je na 17. općina, od toga 10 gradskih i 7 prigradskih općina.
Gradske općine su:
- Čukarica
- Novi Beograd
- Palilula
- Rakovica (Beograd)
- Savski Venac
- Stari Grad (Beograd)
- Voždovac
- Vračar (općina)
- Zemun
- Zvezdara

Prigradske su općine :
- Barajevo
- Grocka
- Lazarevac
- Mladenovac
- Obrenovac
- Sopot
- Surčin

## Stanovništvo

### Kretanje broja stanovnika tijekom povijesti
Sljedeća tablica prikazuje razvoj broja stanovnika tijekom povijesti. Podaci su dani za šire gradsko područje.
| Beograd: kretanje broja stanovnika između 170. i 2011. |        |        |         |        |        |         |         |           |           |           |           |
| 170.                                                   | 1284.  | 1426.  | 1683.   | 1738.  | 1878.  | 1914.   | 1941.   | 1965.     | 1981.     | 2002.     | 2011.     |
| 8.000                                                  | 25.000 | 50.000 | 100.000 | 40.000 | 50.000 | 100.000 | 340.000 | 1.000.000 | 1.480.000 | 1.580.000 | 1.660.000 |

Prema popisu stanovništva iz 2011. godine, u deset gradskih općina Beograda živi ukupno 1.232.731 stanovnik, a u svih 17 općina koje čine teritorij Grada Beograda živi 1.659.440 stanovnika. Gledano prema stanovništvu, najveća je općina Novi Beograd, koja ima više od 200.000 stanovnika, od kojih mnogi ondje žive neprijavljeni.

### Nacionalni sastav
Slijedi prikaz nacionalnosti koje u ukupnom udjelu stanovništva grada čine više od 1 %:
- Srbi – 1.417.187 (85,4 %)
- Jugoslaveni – 22.161 (1,3 %)
- Crnogorci – 21.190 (1,3 %)
- Romi – 19.191 (1,2 %)

Osim navedenih, prema popisu iz 2011. u gradu živi još i 8372 Makedonca i 4617 Muslimana (u smislu nacionalnosti). Neslužbene procjene govore i o brojci između 10 i 20 tisuća Kineza koji su se doselili posljednjih desetak godina. Također, tijekom 70-ih i 80-ih godina prošlog stoljeća doselio je određen broj stanovnika iz Srije, Iraka, Irana i Jordana.

### Vjerski sastav
Slijedi vjerski prikaz stanovništva, uključene su vjerske zajednice koje u ukupnom udjelu stanovništva grada čine više od 1 %:
- Pravoslavci – 1.429.170 (86,1 %)
- Muslimani – 20.366 (1,2 %)

Osim toga, u gradu živi još 16.305 rimokatolika, 3796 protestanata te oko 2200 židova.

### Hrvati u Beogradu
Popis daje službenu brojku od 10.381 Hrvata koji žive u Beogradu, što čini 0,6 % ukupnog stanovništva.

## Gospodarstvo
Tijekom devedesetih godina 20. stoljeća cijela tadašnja SR Jugoslavija bila je pod sankcijama Ujedinjenih naroda. Također, hiperinflacija jugoslavenskog dinara dodatno je desetkovala gospodarstvo grada. Oporavak počinje padom režima Slobodana Miloševića nakon 2000. godine kada su ukinute sankcije.
Danas Beograd i njegovo metropolitansko područje čine gospodarski najrazvijeniji dio Srbije. Navedeni prostor između ostalog ima i velik prometni značaj, što dodatno olakšava gospodarske aktivnosti. Ovdje se tako ostvaruje više od 40 % državnog BDP-a, Beograd daje više od 30 % ukupne radne snage u državi, a njegovi stanovnici ostvaruju i najveći prosječni dohodak u zemlji. U gradu je sjedište svih važnijih domaćih gospodarskih ustanova, poput Narodne banke Srbije i Beogradske burze vrijednosnih papira. Također, svoja sjedišta ovdje ima i velik dio najvećih domaćih tvrtki te predstavništva međunarodnih tvrtki.

### Industrija
Značajno su razvijene tekstilna, metaloprerađivačka, elektrotehnička, strojarska, kemijska i petrokemijska industrija. Nešto slabije razvijena je vojna industrija i brodogradnja koje su izmeštene van Beograda, dok se tu nalaze vojni instituti. Beograd je regionalni centar i IT industrije te se očekuje da će od kraja 2023. ovaj sektor prihodovati 4 milijarde eura.

### Financije
U starom dijelu grada smještena je Narodna banka Srbije i Beogradski sajam – najveći izložbeni prostor u zemlji. Novi Beograd predstavlja glavnu poslovnu četvrt grada i najbrže rastuću poslovnu četvrt u Jugoistočnoj Europi. Ondje su smještene Beogradska burza vrijednosnih papira, poslovni neboder Zapadna kapija Beograda, športska dvorana Beogradska arena, poslovni park Airport City Beograd, poslovno-stambeni kompleks Savograd, kongresni kompleks Sava centar, medijska kuća B92, luksuzni hoteli Hyatt i Continental te veliki prodajni centri Ušće, Delta i Mercator. Poslovni centar Ušće sa svojih 25 katova najviši je poslovni neboder u Srbiji.

### Turizam
Zbog svog položaja, burne povijesti, različitih kulturnih utjecaja i znamenitosti, Beograd dio prihoda ostvaruje i od turističkih aktivnosti. Osim gradskih znamenitosti, turisti grad posjećuju i zbog bogatog noćnog života. Grad obiluje noćnim klubovima, koji su osim na ulicama smješteni i na splavima duž obala Save i Dunava. Godišnji prihod koji grad ostvari od turizma iznosi oko pola milijarde eura.

## Mediji
Beograd je dom svih važnih medija u Srbiji. Navedni su samo najvažniji:
Radijske postaje:
RTS – Radio Beograd, Radio Beograd 202, Radio B92, Radio Indeks, Radio Jugoslavija, Radio Novosti,  Radio Nostalgija,  Radio Politika, Radio Top FM, Radio S, Radio Studio B, Radio Pink
Televizijske postaje:
TV Avala, RTS – Televizija Beograd (1, 2 i RTS Sat), TV B92, TV Khrlo E Romengo (na romskom), TV Košava, TV Metropolis, TV Pink, TV Politika, TV YU INFO (Info24)
Produkcijske kuće:
Produkcijska grupa Mreža, Video nedeljnik, VIN Advance, DTV produkcija, Emotion Production, Produkcija Rikošet,  Produkcijska kuća Adrenalin
Domaće novinske agencije:
Tanjug, FoNet, Beta, Tiker

## Promet

### Cestovni promet
Beograd predstavlja jedno od raskrižja važnih europskih putova. Smješten je na sjecištu europskih koridora br. 10 i br. 7. Tako se koridor 10 proteže od Zagreba preko Beograda u smjeru Niša, dok koridor 7 vodi iz Budimpešte preko Beograda u smjeru Soluna. Na metropolitanskom području grada nalazi se 10 mostova, te jedan most u izgradnji. Važan korak bit će i dovršenje Beogradske obilaznice, projekta koji bi trebao rasteretiti ceste u središtu grada.

#### Mostovi na rijeci Savi
- Brankov most (cestovni)
- Stari savski most (cestovni i tramvajski)
- Gazela (cestovni)
- Stari željeznički most (željeznički)
- Novi željeznički most (za prometovanje gradske i prigradske željeznice)
- Most na Adi (cestovni i za planirano prometovanje gradske i prigradske željeznice)
- Ostružnički most (cestovni)
- Ostružnički most (željeznički)
- Most Obrenovac – Surčin (cestovni)

#### Mostovi na Dunavu
- Pančevački most (cestovni i za prometovanje gradske i prigradske željeznice )
- Kineski most prijateljstva (cestovni, u izgradnji, planirano dovršenje izgradnje je krajem 2014. godine)

#### Važne petlje i prometna raskrižja
- Mostarska petlja (velika cestovna petlja izgrađena u dva dijela, nalazi se na autocesti E 75)
- Slavija (važan kružni tok prometa nedaleko od središta grada)
- Autokomanda (druga cestovna petlja na autocesti E 75, također naziv za dio grada u kojem se nalazi)
- nekoliko većih cestovnih raskrižja i kružnih tokova prometa u Novom Beogradu (svi smješteni na autocesti E 75)

### Željeznički promet
Važnu ulogu imaju i linije državnih i međunarodnih vlakova. Beograd je vrlo dobro povezan s mnogim domaćim (Kragujevac, Novi Sad, Niš, Subotica) i međunarodnim odredištima (Bar, Beč, Budimpešta, Istanbul, Ljubljana, München, Sofija, Zürich). Trenutačno ne postoji željeznička poveznica između Zagreba i Beograda. 2023. godine otvoren je novi suvremeni željeznički kolodvor, poslije gotovo 40 godina izgradnje. U planu je izgradnja metro sustava. Određene su linije Beogradskog metro sustava, a izgradnja je počela 2021. godine. Očekuje se da će u promet biti pušten krajem 2025. godine.

### Zračni promet
Beogradska zračna luka Nikole Tesle nalazi se pored Surčina na 12 km zapadno od središta grada, u kojoj se nalazi 20-ak predstavništava stranih zrakoplovnih tvrtki. Godišnje njome prođe oko 5 milijuna putnika. Dolaskom francuskog investitora VINCI koji je preuzeo upravljanje zračnom lukom, postavljen je cilj od 15 milijuna putnika.

### Riječni promet
Osim kopnenog, u Beogradu važnu ulogu ima i riječni teretni promet, jer se grad nalazi na ušću Save u Dunav. Gradska riječna luka nalazi se na Dunavu i služi prvenstveno za prijevoz i utovar robe. Putnički riječni promet ima manji značaj, a pristaništa za ukrcaj i iskrcaj putnika nalaze se na Savi. Glavno teretno pristanište je iz Beograda prebačeno u Pančevo.[nedostaje izvor]

### Gradski promet
Gradski promet sastoji se od 118 gradskih autobusnih linija (broj prelazi i 300 linija ako se uključi i prigradski autobusni promet), 12 tramvajskih linija, 8 linija trolejbusa te gradske i prigradske željeznice (4 plus 1 linija). Metro sustav ne postoji, iako je taj projekt već desetljećima u planu te se u bližoj budućnosti planira početak izgradnje. Također, u gradu je službeno registrirano više od 20 taksi udruženja, s više od 1000 vozila. Cijene taksi usluga uglavnom su niže od sličnih europskih gradova, ali su i česti slučajevi ilegalnog obavljanja taksi usluga.

## Obrazovanje i znanost
U Beogradu postoji 195 osnovnih i 85 srednjih škola. Od osnovnih, postoji 162 redovnih, 14 specijalnih, 15 umjetničkih i 4 škole za osnovno obrazovanje odraslih. Srednjoškolski sustav obuhvaća 51 stručnu srednju školu, 21 gimnaziju, 8 umjetničkih i 5 specijalnih škola. 230.000 upisanih učenika obrazuje 22.000 zaposlenih u više od 500 zgrada koji pokrivaju oko 1.100.000 četvornih metara funkcionalnog prostora. U Beogradu postoje dva državna sveučilišta i više privatnih ustanova za više i visoko obrazovanje. Sveučilište u Beogradu nastalo je od Velike škole, osnovane 1808., a službeno je utemeljeno 1905. godine. Godine 1973. umjetničke akademije prerasle su u fakultete umjetnosti, a Umjetnička akademija postala je Sveučilište umjetnosti, drugo samostalno sveučilište u gradu. Danas grad ukupno ima više od 70.000 studenata, a prema nekim neslužbenim izvorima taj se broj penje i do 90.000. Najznačajnije gradske knjižnice su Narodna knjižnica Srbije, Beogradska sveučilišna knjižnica i Beogradska gradska knjižnica.
Od znanstveno-istraživačkih ustanova ovdje se nalaze: 
- Srpska akademija znanosti i umjetnosti
- Zavod za nuklearnu znanost u Vinči[37]
- Vojnogeografski institut[38]
- Biološki institut Siniša Stanković
- Geografski institut Jovan Cvijić
- Institut za imunologiju i virologiju Torlak
- Institut za očuvanje prirodne raznolikosti i proučavanje ljekovitog bilja Josif Pančić
- Institut za Fiziku u Zemunu
- Institut Nikola Tesla
- Institut Mihajlo Pupin

Što se tiče zdravstvenih institucija, Beograd ima stotinjak ustanova za skrb i pomoć bolesnicima različitih potreba, te isto toliko ljekarni. Najveća medicinska ustanova je Vojnomedicinska akademija (skraćeno: VMA), otvorena 1844. te je ujedno i najveći bolnički centar u Srbiji.

## Kultura

### Događanja
Beograd je domaćin nekoliko godišnjih važnih međunarodnih događanja, u koja se ubrajaju: Beogradski filmski festival, Beogradski međunarodni kazališni festival, Beogradski glazbeni festival (skraćeno BEMUS), Beogradski sajam knjiga te Beogradski pivski festival. Također, od 1996. godine u gradu se dvaput godišnje (jesen/zima i proljeće/ljeto) održava i tjedan mode. Beogradski tjedan mode nalazi se na listi 40 najvažnijih tjedana mode u svijetu.

### Muzeji, galerije i arhivi
- Narodni muzej
- Vojni muzej
- Muzej SPC
- Arhiv Jugoslavije
- Teslin muzej
- Muzej zrakoplovstva
- Meteorološki muzej
- Muzej suvremene umjetnosti
- Kuća cvijeća
- Muzej primijenjene umjetnosti
- Muzej povijesti Jugoslavije
- Povijesni muzej Srbije
- Muzej afričke umjetnosti
- Konak Knjeginje Ljubice
- Galerija fresaka
- Muzej grada Beograda
- Muzej Tome Rosandića
- Prirodnjački muzej
- Muzej željeznice
- Muzej automobila
- Poštanski muzej
- Arhiv Narodne banke Srbije

### Kazališta, opere i filharmonija

#### Kazališta
- Kazalište na Terazijama
- Jugoslavensko dramsko kazalište
- Kazalište Zvezdara
- Atelje 212
- Beogradsko dramsko kazalište
- Bitef teatar
- Boško Buha
- Dadov
- Kazalište na Slaviji
- Kazalište na brdu
- Akademija 24

#### Opere:
- Narodno kazalište[43]
- Opera Madlenianum[44]

Obje navedene ustanove imaju ulogu i opere i kazališta.

#### Filharmonija
- Beogradska filharmonija

### Arhitektura
Beogradska je arhitektura vrlo raznolika. Od tipično vojvođanske u Zemunu, preko starih zdanja u starom dijelu grada gdje prevladavaju arhitektonski stilovi kao što su neoklasicizam, barok, secesija, srpsko-bizantski stil, pa do socrealističke arhitekture Novog Beograda, koji postaje najveće gradilište u Jugoistočnoj Europi.

#### Arhitektonske ambijentalne cjeline
- Skadarlija
- Kosančićev venac
- Obilićev venac

#### Poznate zgrade
- Beli Dvor
- Rektorat Sveučilište u Beogradu
- Hotel Moskva
- Beograđanka
- Savezna Skupština
- Stari Dvor
- Crkva svetog Marka
- Saborna crkva
- Hram Svetog Save
- Športska dvorana Beogradska arena
- Palača Albanija
- Zgrada SANU
- Konak kneginje Ljubice
- Milošev konak
- Stambol kapija
- PC Ušće
- Zgrada Narodne banke Srbije
- Zapadna kapija Beograda, poznata i kao Kula Geneks
- Istočna kapija Beograda, poznata i kao Rudo
- Kongresni kompleks Sava centar
- Beogradski sajam
- Televizijski toranj Avala
- Treća beogradska gimnazija

Od primjera osebujne arhitekture, ondje su:
- Bajrakli džamija
- Kavana "?"

#### Značajne ulice i trgovi
- Bulevar Kralja Aleksandra, najduža ulica u Beogradu s nešto više od 8 km
- Knez Mihailova
- Skadarlija
- Slavija
- Terazije
- Trg Republike
- Kralja Milana
- Trg Nikole Pašića
- Studentski trg
- Kneza Miloša
- Pariska
- Ulica Antuna Jelalića

#### Spomenici
- Pobednik (spomenik)
- Spomenik Knezu Mihailu
- Spomenik neznanom junaku na Avali
- Spomenik zahvalnosti Francuskoj
- Aleja Velikana
- Vukov spomenik (spomenik Vuku Karadžiću)
- Igrali se konji vrani (pred Skupštinom)

#### Parkovi
- Kalemegdan
- Karađorđev park
- Finansijski park
- Manjež
- Pionirski park
- Tašmajdan
- Topčider
- Univerzitetski park

### Noćni život
Beograd ima reputaciju grada koji nudi svakodnevni i živopisan noćni život, s mnoštvom klubova otvorenih do svitanja širom grada, dobrom hranom te raznom ostalom ponudom, poput primjerice kockarnica. Većina najpoznatijih klubova smještena je na splavovima duž obala Save i Dunava. Ovakvu vrstu zabave ponajviše prakticiraju vikend posjetitelji iz okolnih država, posebno oni iz Makedonije, Bosne i Hercegovine, Hrvatske i Slovenije. Razlozi koje navode su prijateljska atmosfere, sjajni klubovi i barovi, niske cijene, nepostojanja jezičke barijere te i liberalne regulative vezane za noćni život.
Poznata mjesta za ljubitelje alternativne glazbe poznati su klubovi kao što su Akademija i Klub studenata tehnike. Jedno od najpoznatijih mjesta za alternativne kulturne događaje u gradu je Studentski kulturni centar. Koncerti brojnih domaćih i poznatih stranih grupa se često održavaju u SKC-u, kao i umjetničke izložbe, javne debate i razgovori.
Oni koji su naklonjeni tradicionalnijem srpskom noćnom životu, a ljubitelji su starogradske glazbe, tipične za sjeverne krajeve Srbije, večeri uglavnom provode na Skadarliji, staroj boemskoj četvrti grada gdje su se okupljali pjesnici i umjetnici krajem 19. i početkom 20. stoljeća. Ondje se također nalaze i neki od najboljih i najstarijih beogradskih restorana.

## Znamenitosti
- Kalemegdan – najveći gradski park, u sklopu njega nalaze se Beogradska tvrđava, Vojni muzej i Zoološki vrt
- Knez Mihailova ulica – pješačka zona, jedna od glavnih gradskih šetnica
- Hram svetog Save – jedna od najvećih pravoslavnih crkvi na svijetu
- Skadarlija – stara boemska četvrt, dom poznatih gradskih restorana i starogradske glazbe
- Most na Adi – najveći most u gradu, na rijeci Savi. Primjer moderne gradske arhitekture
- Kavana Vapiano – jedna od najpoznatijih kavana i restorana u gradu. Dugo godina poznata pod nazivom Ruski car[49]
- Kavana "?" – jedna od najstarijih balkanskih kavana
- Ada ciganlija – nekada ada na Savi, danas riječni poluotok; poznata gradska plaža
- Splavovi – plutajući kafići, restorani i noćni klubovi duž obala Save i Dunava
- Kuća cvijeća – grobnica bivšeg jugoslavenskog predsjednika Josipa Broza Tita, u sklopu se nalazi i Muzej 25. maja
- Trg republike – središnji gradski trg
- Dedinje – elitna gradska četvrt s luksuznim stambenim objektima

## Šport
Na području grada postoji oko 1000 športskih objekata od kojih mnogi svojim kapacitetom zadovoljavaju potrebe održavanja gotovo svih vrsta velikih športskih događanja. Među njima se nalazi 8 većih stadiona, 18 športskih centara, 6 plivališta, 6 većih športskih dvorana, 1 hipodrom i 1 golf klub.
Tijekom povijesti Beograd je bio domaćin sljedećih velikih športskih manifestacija: Europsko prvenstvo u Košarci 1961., Europsko prvenstvo u atletici na otvorenom 1962, Europsko prvenstvo u nogometu 1976., Europsko prvenstvo u košarci 2005., Europsko prvenstvo u odbojci za muškarce 2005., Europsko prvenstvo u vaterpolu 2006., Europski olimpijski festival mladih 2007., Ljetna univerzijada 2009., te Europsko prvenstvo u rukometu za muškarce 2012. Grad Beograd bio je i dva puta kandidat za održavanje Ljetnih olimpijskih igara, godine 1992. i 1996., ali oba puta neuspješno.
Ada Ciganlija (nekada ada, danas poluotok na rijeci Savi), najveći je beogradski športsko-rekreativni kompleks. Nakon njegovog povezivanja s obalom, napravljeno je umjetno jezero, jedna je od najpoznatijih ljetnih športskih lokacija. Osim toga, Ada Ciganlija ima 7 kilometara dugu plažu i objekte za razovrsne športove uključujući golf, ragbi, nogomet, košarku, odbojku, bejzbol i tenis. Ekstremni športovi također su dostupni, poput bungee skokova, skijanja na vodi i paintballa.
Ostali važniji športski objekti u gradu su:
- Marakana (nogometni stadion koji koristi FK Crvena zvezda, kapaciteta 55.000 sjedećih mjesta. Srpska nogometna reprezentacija ovdje igra većinu domaćih utakmica.)
- Stadion Partizana (stadion koji koristi FK Partizan, kapaciteta 33.000 sjedećih mjesta)
- Beogradska arena (jedna od najvećih višenamjenskih športskih dvorana u Europi, maksimalnog kapaciteta 25.000 mjesta)
- Športsko rekreacijski centar Tašmajdan (u sklopu kojeg su košarkaška dvorana Hala Pionir kapaciteta 7000 sjedećih mjesta, plivalište kapaciteta 2500 sjedećih mjesta te ledena dvorana kapaciteta 2000 sjedećih mjesta)

Ovaj grad dom je i dva najveća športska društva u Srbiji – Crvene zvezde i Partizana, koji su u prvom redu poznati po nogometu i košarci, a u športu se pamte kao ljuti rivali. Također, posljednje desetljeće u Beogradu su stasali i neki od velikih srbijanskih športaša poput tenisačica Ane Ivanović i Jelene Janković te tenisača Novaka Đokovića.

## Zanimljivosti
- Grad Beograd primio je različita jugoslavenska, srpska, ali i međunarodna priznanja i ordenje. Na popisu se tako nalaze: Medalja časti, Ratni križ, Karađorđeva zvijezda sa mačevima te Orden narodnog heroja Jugoslavije.[55] Dana 13. ožujka 2006. godine dogodilo se i jedno manje formalno priznanje. Naime, londonski časopis Financial Times nagradio je Beograd titulom „Grada budućnosti jugoistočne Europe“.[56]
- Tijekom '90-ih godina 20. stoljeća u Beogradu, ali i cijeloj Srbiji vladaju socijalni nemiri i poprilično teški životni uvjeti, uzrokovani raspadom SFRJ. U gradu znatno raste stopa kriminala i obračuna različitih mafijaških organizacija. Iz spomenutog vremena datira i dokumentarni film naslova Vidimo se u čitulji (prevedno: Vidimo se na osmrtnici), koji prati priče i sudbine nekih od beogradskih prijestupnika zakona.[57] Sprega politike i kriminala dolazi do vrhunca početkom novog tisućljeća. U gradu se tako događaju i neka ubojstva koja su zaintrigirala i širu međunarodnu javnost. Primjer su atentati na osuđivanog prijestupnika zakona Željka Ražnatovića Arkana 2000. godine[58] i tadašnjeg aktualnog premijera Srbije Zorana Đinđića 2003. godine.[59]
- Beograd se pojavljuje i u popularnoj računalnoj igri Battlefield 2142. Radnja je smještena u budućnost, a igra je proizvod kuće EA Games. Mapa na kojoj igrači igraju zapravo je karta Beograda, a radnja igre predstavlja Europsku uniju koja se bori protiv pan-azijskih jedinica nakon velikog ledenog doba. U računalnoj igri naziva Half-Life 2, zgrada Narodne skupštine Republike Srbije smještena je u fiktivni grad Siti 17, gdje se odvija radnja. Ime zgrade u igri je Overwatch Nexus. Također, pojavljuje se i beogradski spomenik knezu Mihailu Obrenoviću.

## Međunarodna suradnja
Beograd je pobratimljen sa sljedećim gradovima
- Coventry, od 1957.
- Tel Aviv, od 1990.
- Beč, od 2003.
- Chicago, od 2005.
- Lahore, od 2007.
- Krf, od 2010.
- Ljubljana, od 2010.
- Skoplje, od 2012.

Sa sljedećim gradovima Beograd ostvaruje ostale oblike suradnje i gradskog prijateljstva:
- Atena, od 1966.
- Rim, od 1971.
- Berlin, od 1978.
- Peking, od 1980.
- Milano, od 2000.
- Madrid, od 2001.
- Kijev, od 2002.
- Moskva, od 2002.
- Zagreb, od 2003.
- Banja Luka, od 2005.

## Vanjske poveznice
- Vodič: Beograd na Wikivoyageu
- Službene stranice grada Beograda  Arhivirana inačica izvorne stranice od 23. listopada 2011. (Wayback Machine)
- Ured za zaštitu okoliša grada Beograda  Arhivirana inačica izvorne stranice od 8. rujna 2011. (Wayback Machine)